# Ektopodon
Ektopodon — вымерший род сумчатых млекопитающих. Единственный род семейства Ektopodontidae. Они жили во времена от позднего олигоцена до раннего плиоцена (28,4—3,6 млн лет назад) в тропических лесах Австралии на территории современных штатов Южная Австралия и Виктория. Это были древесные растительноядные животные.

## Классификация
По данным сайта Paleobiology Database, на апрель 2023 года в род включают 4 вымерших вида:
- † Ektopodon litolophus Pledge, 1999
- † Ektopodon serratus Stirton et al., 1967 typus
- † Ektopodon stirtoni Pledge, 1986
- † Ektopodon tommosi Pledge, 2016